# Rathaus (Ustroń)
Das Rathaus in Ustroń ist das Rathaus der Stadt Ustroń in Polen.

## Geschichte
Das Rathaus wurde im 19. Jahrhundert im Stil des Klassizismus im Stadtzentrum errichtet. 